# Hal Galper
Harold "Hal" Galper (Salem, Massachusetts, 18 de abril de 1938-18 de julio de 2025) es un pianista y compositor estadounidense de jazz.

## Historial
Tras estudiar piano clásico, recibe clases en la Berklee School of Jazz (1955-1958), donde conoce a Jaki Byard. Trabaja profesionalmente con un grupo de R&B, dirigido por Earl Palmer, y colabora con Sam Rivers, Tony Williams y, ya en la década de 1960, Chet Baker, Donald Byrd, Stan Getz, Joe Henderson, Attila Zoller y Anita O'Day. Después, en los 70, tocaría con Randy Brecker y Cannonball Adderley.
En 1975 forma un quinteto con los Brecker Brothers, que interpreta sus propias composiciones, integrándose después en los grupos de John Scofield y, desde 1981, Phil Woods, con quien permanece diez años. En los años 1990 desarrolla su trabajo en formaciónde trío, con innumerables giras, a la vez que realiza labores docentes en el Purchase College y en la New School for Jazz and Contemporary Music. Sus trabajos teóricos, se han publicado en diversos números de la revista Down Beat.

## Discografía

### Como líder
- Inner Journey (Mainstream)
- Reachout (Steeplechase)
- Children of the Night (Double Time)
- Agents of Change (Fabola Records)
- Rebop (Fabola Records)
- Now Hear This (Enja)

### Como acompañante
Con Chet Baker
- The Most Important Album Of 1964-65 (Colpix)
- Live At Fat Tuesday's (Fresh Sound)

Con Cannonball Adderley
- Inside Straight (1973)
- Love, Sex, and the Zodiac (1973)
- Pyramid (1974)

Con Nat Adderley
- Double Exposure (1975)

Con Phil Woods
- Birds of a Feather (Antilles)
- Bop Stew (Concord)
- Boquet (Concord)
- All Birds Children (Concord)
- Dizzy Gillespie Meets Phil Woods Quintet (Timeless, 1986) - con Dizzy Gillespie

Con John Scofield
- Rough House (1978)

Con Sam Rivers
- A New Conception (1966, Blue Note)